# Олейник, Владимир Васильевич
Владимир Васильевич Олейник (10 марта 1950, Казбеги (ныне — Степанцминда), Грузинская ССР, СССР) — советский футболист, вратарь. Впоследствии — футбольный тренер и функционер. Мастер спорта СССР.
Воспитанник осетинского футбола, на высшем уровне дебютировал в составе «Спартака» Орджоникидзе 3 мая 1970 года в гостевом матче высшей лиги против ЦСКА (1:1) — вышел после перерыва, заменив Бориса Конфедерата. Олейник провёл в том сезоне 22 матча, пропустил 28 мячей, а команда вернулась в первую лигу, где вратарь отыграл за «Спартак» / «Автомобилист» ещё два сезона.
Владимира приглашали в свои ряды ЦСКА, «Торпедо» Москва, «Динамо» Киев, СКА Ростов-на-Дону, но он, решив, что не выдержит конкуренции с основными вратарями команд, перешёл в ленинградский «Зенит». В команде обещали решить проблемы с армейской службой, но Олейника определили в армейскую часть в Печенге. К концу службы играл на первенство Вооружённых сил, был переведён в ленинградскую спортроту и начал тренировки с «Зенитом». За команду отыграл пять сезонов (1974—1978), сыграл в чемпионате 123 игры, пропустил 136 мячей, отразил 7 пенальти, провел за команду 47 сухих матчей, в результате чего стал членом Клуба Леонида Иванова.
Выступать за «Зенит» Олейник прекратил после домашнего матча чемпионата 29 июля 1978 года против «Арарата» (0:1). Главный тренер Юрий Морозов решил, что ошибка, допущенная Олейником и приведшая к голу, была намеренной и обвинил того в сдаче матча. Сам Олейник утверждал, что в сдаче матча виновны бывшие игроки «Динамо» Киев Александр Дамин и Сергей Кузнецов, который пробил с пенальти гораздо выше ворот. Олейник был уволен за нарушение трудовой дисциплины с завода ЛОМО, на котором числились игроки «Зенита», и дисквалифицирован на год.
В 1979 году в Орджоникидзе решили вернуть нескольких своих воспитанников, и Олейник провёл за «Спартак» ещё три года. В 1981 году команда вылетела из первой лиги, и Олейник завершил игровую карьеру из-за возрастного ценза, существовавшего во второй лиге. Работал вторым тренером в «Спартаке», в 1986 году был заявлен в качестве запасного голкипера за «Спартак». С 1983 перешёл на работу в СДЮСШОР «Спартак», в 1989 году стал завучем, с 1990 — директор школы.
В 1971—1972 годах сыграл два матча за олимпийскую сборную СССР, пропустил один гол. В 1972-м в составе молодёжной сборной СССР стал серебряным призёром чемпионата Европы. Вызывался в первую сборную.
Впоследствии работал в Федерации футбола республики Северная Осетия-Алания секретарём, вице-президентом.